# Calamus (planta)
Calamus és un gènere de palmeres (arecàcies). Forma part, amb altres gèneres del grup de palmeres rotang. N'hi ha unes 325 espècies totes elles de distribució paleotropical. La majoria són lianes o plantes enfiladisses de tiges primes, algunes espècies tenen ganxos o espines. La tija d'algunes espècies pot passar dels 200 metres de llargada.

## Algunes espècies
- Calamus adspersus
- Calamus australisMart.[2]
- Calamus caryotoides Mart.[2]
- Calamus compsostachys
- Calamus egregius
- Calamus gibbsianus
- Calamus hollrungii Becc.[2]
- Calamus moti F.M.Bailey[2]
- Calamus muelleri H.Wendl.[2]
- Calamus obovoideus
- Calamus radicalis H.Wendl. & Drude[2]
- Calamus rotang
- Calamus suaveolensW.J.Baker & J. Dransf.[2]
- Calamus tenuis[3]
- Calamus wailong
- Calamus warburgii K.Schum.[2]
- Calamus zeylanicus